# Anna Mancuso
Pour les articles homonymes, voir Mancuso.
Anna Mancuso, née le 18 mai 1971 à Montréal, est une femme politique, entrepreneure et avocate anglo-québécoise d'origine italienne, députée de Viger à l'Assemblée nationale du Québec sous la bannière du Parti libéral du Québec de 2002 jusqu'aux élections de 2003, pendant lesquelles elle ne se représente pas.

## Biographie

### Jeunesse
Anna Mancuso naît en 1971 de Vincenzo Mancuso, ébéniste, et de Vincenza Caridi, employée de services de garde. Elle obtient son diplôme d'études collégiales du Collège Marianopolis en 1990 et un certificat de l'Université pour étrangers de Pérouse l'année suivante. Elle obtient son baccalauréat en sciences politiques de l'Université Concordia en 1993, puis reçoit une licence en droit civil de l'université d'Ottawa en 1996. Elle poursuit par la suite des études à l'université de Lyon, où elle obtient un certificat en droit européen en 1997, la même année où elle est appelée au barreau du Québec.
Elle est conseillère au cabinet du ministre des Affaires internationales entre 1993 et 1994, puis est directrice de la Coalition hellénique, italien et juif en 1995. Elle travaille pour Groupe Colombia Communications l'année suivante, puis pour Federated Press en 1999. Elle pratique le droit au cabinet Michelin, Hugues en 1998 et créée son propre cabinet en 2000.
Elle participe aussi dans plusieurs associations comme l'Association internationale des étudiants en sciences économiques et commerciales de l'Université Concordia (1990 à 1992), l'Association des étudiants en droit international de l'Université d'Ottawa (1995-1996) et le Congrès national des Italo-Canadiens (1998 à 2002).

### Carrière politique
À la suite du départ de Cosmo Maciocia, Jean Charest choisi Anna Mancuso pour les prochaines élections partielles à Viger. Il lance sa campagne avec Mancuso le 10 mars 2002. Mancuso est finalement élue le 15 avril.
Pendant sa carrière politique, elle est attachée politique au cabinet du premier ministre de 2003 à 2005, puis est directrice du cabinet de la ministre de l'Immigration et des Communautés culturelles jusqu'en 2006.

### Après la vie politique
Elle devient présidente de l'entreprise MaCo Ébénisterie Architecturale en janvier 2006.
Mancuso est la récipiendaire du prix Alpha de la Chambre de commerce et de l'industrie de Saint-Laurent en 2007.

## Résultats électoraux
|                                                                                               | Nom               | Parti               | Nombre de voix | %      | Maj.  |
| --------------------------------------------------------------------------------------------- | ----------------- | ------------------- | -------------- | ------ | ----- |
|                                                                                               | Anna Mancuso      | Libéral             | 8 353          | 72,3 % | 6 612 |
|                                                                                               | Claude Villeneuve | Parti québécois     | 1 741          | 15,1 % | -     |
|                                                                                               | Gaetano Giumento  | Action démocratique | 1 245          | 10,8 % | -     |
|                                                                                               | Adam Jastrzebski  | Vert                | 221            | 1,9 %  | -     |
| Total                                                                                         | Total             | Total               | 11 560         | 100 %  |       |
| Le taux de participation lors de l'élection était de 31,9 % et 166 bulletins ont été rejetés. |                   |                     |                |        |       |

## Honneurs
- 2005 : Médaille de l'Assemblée nationale[4]